# Bernardus Dirks Eerdmans
Bernardus Dirks Eerdmans (Maasdam, 24 april 1868 – Leiden, 29 april 1948) was een Nederlandse dominee, onderwijzer, hoogleraar, rector magnificus en politicus voor de Liberale Unie en de Liberale Staatspartij.

## Levensloop
Bernardus Eerdmans werd geboren als een zoon van Dirks Nicolaas Eerdmans en Johanna Lisyia Dieperink. Na het behalen van het gymnasium diploma te Kampen studeerde hij theologie aan de Universiteit Leiden, waar hij lid was van het theologisch collegium Quisque Suis Viribus. Hij promoveerde in 1891 tot doctor bij C.P. Tiele op een proefschrift over Melekdienst en vereering van hemellichamen in Israël's Assyrische periode. Hij begon zijn carrière als dominee. Daarna was hij privéonderwijzer Arameese en Assyrische talen. Van 11 mei 1898 tot 18 september 1938 was hij actief als hoogleraar theologie aan de Universiteit Leiden. In 1912 volgde hij er Fredrik Pijper op als rector magnificus. Nadat hij het ambt van rector neergelegd had was Eerdmans werkzaam als lid van de Tweede Kamer der Staten-Generaal, dit van 17 maart 1914 tot 17 september 1918. Op 4 september 1917 zetelde Eerdmans voor de eerste maal als lid van de gemeenteraad van Leiden, een functie die hij zou vervullen tot 6 september 1927.

## Persoonlijk
Eerdmans trouwde op 12 juli 1900 te Midwoud met Catharina Petronella Elisabeth de Holl en samen hadden ze drie kinderen.

## Ridderorden
- Ridder in de Orde van Oranje-Nassau
- Ridder in de Orde van de Nederlandse Leeuw